# Бирманская плита

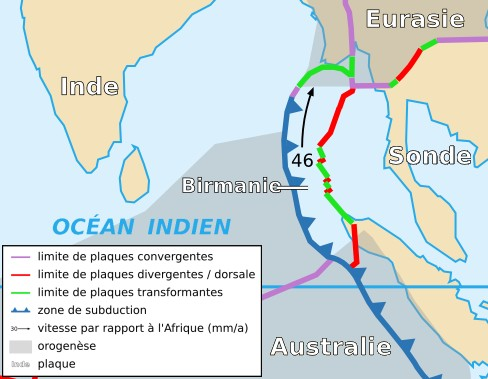
Бирманская плита на карте

Бирманская плита — маленькая тектоническая плита или микроплита, расположенная в Юго-Восточной Азии. Имеет площадь — 0,01270 стерадиан. Обычно рассматривается в составе Евразийской плиты.
На плите расположены Андаманские острова, Никобарские острова и северо-западная Суматра. Эта островная дуга отделяет Андаманское море от Индийского океана на западе.
На востоке лежит Зондская плита, отделённая трансформной границей, расположенной в направлении с юга на север через Андаманское море. Эта граница между бирманской и Зондской плитой образовала Андаманское море и отделила Андаманско-Никобарско-Суматранскую островную дугу от материка Евразия в результате процесса спрединга, который начался примерно 4 миллиона лет назад.
На западе лежит намного большая по размерам Индостанская плита, которая испытывает субдукцию под Бирманскую плиту. Эта большая зона субдукции сформировала Зондский жёлоб.

## Тектоническая история
В моделях восстановленной тектонической истории области, движение Индо-Австралийской плиты в северном направлении привело к её коллизии с Евразией, которая началась в эоценовый геологический период, примерно 50—55 миллионов лет назад. Эта коллизия привела к орогенезу в Гималаях.
Индостанская плита дрейфует на север относительно быстро (примерно 16 см/год). а также вращается против часовой стрелки. В результате этого движения и вращения, конвергенция вдоль восточной границы плиты (Бирма-Андаман-Малайский регион) с Евразией шла по косому углу.
Трансформные силы вдоль этого фронта субдукции начали поворот Зондской дуги, которая двигалась по часовой стрелке. В течение позднего Олигоцена (приблизительно 32 млн лет назад) под действием этой силы Зондская и Бирманская микроплиты начали отламываться от большей Евразийской плиты.